# Лінкольн (Онтаріо)
Лінко́льн (англ. Lincoln) — містечко (162,86 км²) в провінції Онтаріо у Канаді в Ніагарському регіоні.
Містечко налічує 20 612 мешканців (2001) (126,6/км²).
Містечко — частина промислового району, прозваного «Золотою підковою» (англ. Golden Horseshoe).

## Персоналії
- Стів Крафтчек — канадський хокеїст.

## Особливості
- «Золота підкова»